# 大山中
大山中（だいせんちゅう）は、664年から685年まで日本で用いられた冠位である。26階中14位で上が大山上、下が大山下である。

## 概要
天智天皇3年（664年）2月9日の冠位二十六階で、大山上と大山下の間に挿入して設けられた。
天武天皇14年（685年）1月21日の冠位四十八階で、冠位の命名方法が一新したときに廃止された。

## 叙位された人物
『日本書紀』には、天武天皇4年（675年）に小錦中の間人大蓋とともに広瀬の河曲で大忌神を祭った曽禰韓犬が大山中とある。
また、持統天皇9年（695年）に直大肆を贈位された文赤麿が、その時まで大山中だった。大山中の冠位は10年前に廃止されたはずだが、当時の冠位と書き分けられていることから、単なる誤記ではないようである。
- 曽禰韓犬 - 天武天皇4年（675年）4月10日見。広瀬河曲で大忌神を祭る。
- 文赤麿 - 持統天皇9年（695年）4月17日まで。贈位により直大肆。